# Casa de la Vila (Pacs del Penedès)
Casa de la Vila és la casa consistorial amb elements modernistes i noucentistes de Pacs del Penedès (Alt Penedès) inclosa a l'Inventari del Patrimoni Arquitectònic de Catalunya.

## Descripció
L'edifici de la Casa de la Vila està situat a l'entrada del poble de Pacs, a prop de la carretera. Consta de planta baixa i un pis. La façana, de composició simètrica, presenta tres obertures a cada pis i el coronament esglaonat. És interessant la decoració amb mosaics de rajola vidriada, així com els balustres dels balcons del primer pis i els emmarcaments de totes les obertures.